# Victor Hoving
Victor Harald Hoving, född 12 juli 1877 i Viborg, död 10 januari 1970 i Helsingfors, var en finlandssvensk bokhandlare, affärsman och författare. Han var far till arkitekten Gunnar Hoving.